# Plan de Capacidades Marco Interno de 1972

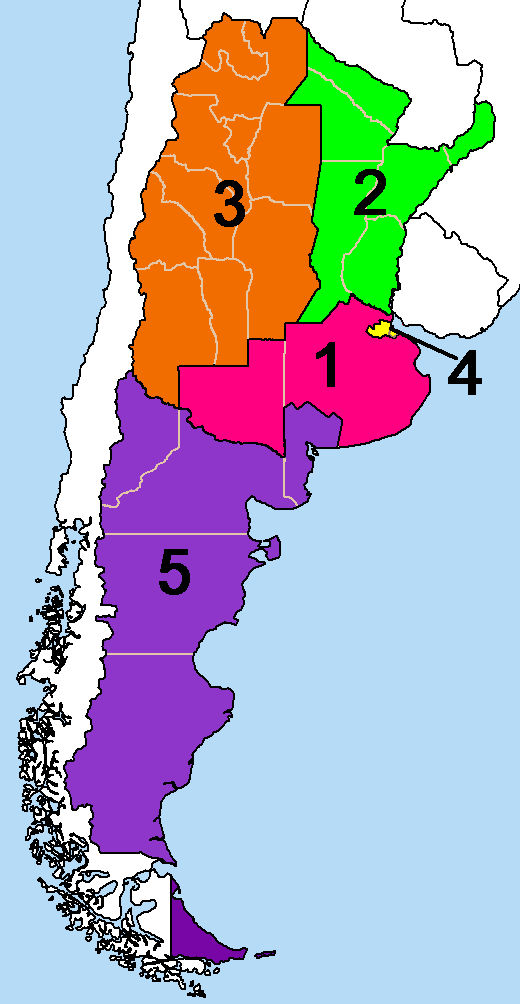
Las cinco zonas de defensa, vigentes a partir del 21 de mayo de 1976.

El Plan de Capacidades Marco Interno de 1972 (PCMI72) fue un modelo sistemático de acciones programado por el Ejército Argentino para la autodenominada «lucha contra la subversión».

## El plan de 1972
En 1972, el Ejército Argentino creó su Plan de Capacidades Marco Interno que repartió al territorio argentino entre cuatro zonas de defensa, para la autodenominada «lucha contra la subversión». Dichas zonas coincidían con las jurisdicciones naturales de los cuerpos de ejército (I Cuerpo, II Cuerpo, III Cuerpo y V Cuerpo). Las zonas en cuestión eran: la Zona de Defensa 1, la Zona de Defensa 2, la Zona de Defensa 3 y la Zona de Defensa 5.

## Modificación en 1975
El Ejército Argentino asumió el protagonismo en la represión a partir de la Directiva N.º 1/75 del Consejo de Defensa, emitida el 15 de octubre de 1975. Valiéndose de esa norma, el Comando General del Ejército emitió la Directiva 404/75, que puso bajo su control operacional a:
- la Policía Federal Argentina;
- el Servicio Penitenciario Nacional;
- y las fuerzas policiales y penitenciarias provinciales.

El 21 de mayo de 1976, el Comando General del Ejército reestructuró las jurisdicciones creando la Zona de Defensa IV, a cargo del Comando de Institutos Militares con sede en la Guarnición Militar Campo de Mayo.

## Las zonas
Las zonas que creó el Ejército Argentino, en total, fueron:
- la Zona de Defensa 1, a cargo del Comando del I Cuerpo de Ejército;
- la Zona de Defensa 2, a cargo del Comando del II Cuerpo de Ejército;
- la Zona de Defensa 3, a cargo del Comando del III Cuerpo de Ejército;
- la Zona de Defensa 4, a cargo del Comando de Institutos Militares;
- y la Zona de Defensa 5, a cargo del Comando del V Cuerpo de Ejército.